# バラレ島
バラレ島（バラレとう、英:Balalae Island/Ballale/Ballali）は、ソロモン諸島西部州ショートランド諸島に属する島である。バラライ島とも。
ショートランド島北東沖に浮かぶ、長さ約2km、ほぼ平坦な小島である。長く無人島であったが、1900年頃より第二次大戦までイギリス人がコプラのプランテーションを経営していた。
第二次世界大戦中の1942年末、日本軍が占領し飛行場を建設した。この建設作業にはシンガポールの戦い後に捕虜になったイギリス軍捕虜が使役され、その多くが死亡した。バラレ飛行場はソロモン諸島の戦いにおける日本海軍航空隊の重要な前進基地として、約1年間使用された。1943年末以降は補給が断たれ、基地機能を無力化されたが、連合軍は上陸せず1945年8月の終戦まで日本軍が維持した。
戦後は再び無人島となったが、飛行場は整備されてソロモン航空の定期便が発着している。
同地には、駐機されたままの状態で朽ち果てた1式陸攻や零戦が数多く残されている。